# Tân Phong, Tân Biên
Tân Phong là một xã thuộc huyện Tân Biên, tỉnh Tây Ninh, Việt Nam.

## Địa lý
Xã Tân Phong nằm ở phía nam huyện Tân Biên, có vị trí địa lý:
- Phía đông giáp huyện Tân Châu
- Phía tây giáp xã Hòa Hiệp
- Phía nam giáp xã Mỏ Công
- Phía bắc giáp xã Thạnh Tây và xã Thạnh Bình.

Xã Tân Phong có diện tích 64,64 km², dân số năm 2019 là 13.525 người, mật độ dân số đạt 209 người/km².

## Hành chính
Xã Tân Phong được chia thành 8 ấp: Bàu Đưng, Cầu, Gò Cát, Mới, Sân Bay, Đồng Dài, Trại Bí, Xóm Tháp.

## Di tích
- Tháp Chót Mạt là một tháp cổ tại ấp Xóm Tháp, xã Tân Phong. Đây là một trong số các kiến trúc tháp thuộc nền văn hóa Óc Eo còn sót lại tại Nam Bộ Việt Nam (cùng với tháp Bình Thạnh ở thị xã Trảng Bàng và tháp Vĩnh Hưng ở huyện Vĩnh Lợi, tỉnh Bạc Liêu).